# یواس‌اس وست هون (آی‌دی-۲۱۵۹)
یواس‌اس وست هون (آی‌دی-۲۱۵۹) (به انگلیسی: USS West Haven (ID-2159)) یک زیردریایی است که طول آن ۴۲۳ فوت ۹ اینچ (۱۲۹٫۱۶ متر) می‌باشد. این زیردریایی در سال ۱۹۱۸ ساخته شد.